# Lehnsgraf
Lehnsgrafen als „privilegierter Adel“ des Königreiches Dänemark gelten nach 1671 als Hochadel; die  weniger begüterten Lehnsfreiherren gehören  ebenfalls als „privilegierter Adel“ zum Hochadel.  Ausländische Grafen und Freiherren werden in Dänemark zum Niederadel gerechnet.

## Geschichte
In den Jahrhunderten vor 1661 hatten die mächtigsten dänischen Adeligen auf der Grundlage des Wahlkönigtums bei auswärtigen Kandidaten für das Königsamt Zugeständnisse ausgehandelt, die nach und nach die Macht im Königreich verlagerten. Der Adel sicherte sich unter anderem die Mitsprache des Reichsrats bei der Neubesetzung freiwerdender Posten in der hohen Beamtenschaft, beim Reichsadmiral und dem Statthalter von Norwegen.
Nach seinem Sieg über Schweden im Dänisch-Schwedischen Krieg von 1658–1660 gelang es König Frederik III (1609–1670), das dänische Wahlkönigtum in ein erbliches Königtum zu wandeln. Von da an war der König absoluter und souveräner Erbherr.
Seitdem gab es beim älteren Adel die normale Adelsschicht und darüber den Adel „mit Ehrennamen“. Außer den Lehnsgrafen und den Freiherren gab es die Herzoge, die der königliche Linie vorbehalten blieben. Ein „jüngerer Adel“ entstand durch die Nobilitierung von Bürgerlichen. Ab 1661 gab es keine Beteiligung des Adels mehr an der Herrschaftsausübung.
Nach dem Tod von Frederik III erließ Christian V. am 25. Mai 1671  und später noch mit der Verordnung von 1688 die Einzelheiten zu den neuen Titeln. So wurden alle Güter der Grafen und Freiherren als königliche Lehen definiert. Der einfache Adel hatte sich in Streitsachen an die Landgerichte zu wenden; der privilegierte Adel unterstand nur dem Hofgericht. Vererbt wurde nach Primogeniturrecht an älteste Söhne der Grafen, die ab Geburt ebenfalls Lehnsgrafen hießen, ersatzweise an Töchter. Nachgeborene Söhne hießen Freiherren / Barone. Bei ausreichendem Güterbesitz konnten sie sich ohne große Formalitäten Lehnsgraf nennen. Bei Ausbleiben von legitimen Erben fielen alle Güter zurück an die Krone.
Bis um 1750 waren in Dänemark etwa 20 Lehngrafschaften und ebenso viele Freyherrschaften eingerichtet worden, und zwar nach und nach, da die Krone bei der Arrondierung der Besitzungen unterstützend eingriff, damit die erforderliche Größe der Besitzungen erzielt werden konnte.
Die dänische Rangverordnung vom 14. Oktober 1746 unterschied zwischen dänischen Grafen (Lehnsgrafen) solchen Grafen, „die keine Lehnsgrafschaft besitzen“ – dazu gehörten in jedem Fall auch die ältesten Söhne der Lehnsgrafen und fremdländische Grafen. Im Königreich Dänemark gab es mit Ausnahme des Reichsgrafen Christian zu Rantzau ab 1653 und seiner Deszendenz bis zum Jahr 1726 (siehe Grafschaft Rantzau) keine Reichsgrafen des Heiligen Römischen Reichs im eigentlichen Sinn; die kaiserlichen Standeserhöhungen weiterer Angehöriger des Geschlechts Rantzau 1727/28 machten diese (nur) zu Reichsgrafen als Inhaber kaiserlicher Grafendiplome.
Die dänische Rangverordnung vom 12. August 1808 unterschied in Beziehung auf den Rang wirkliche Lehnsgrafen (die in Besitz einer dänischen Lehnsgrafschaft waren, einem Familienfideikommiss, das meist durch Zusammenlegung mehrerer Rittergüter geschaffen wurde), und älteste Söhne von Lehnsgrafen – wenn sie nicht königliche Kammerherren sind.
Mit der dänischen Verfassung von 1849 wurden alle adligen Vorrechte abgeschafft. Der Adelsbegriff als solcher blieb aber erhalten. Es wurde die Errichtung neuer Lehen (einschließlich Lehnsgrafschaften) untersagt und die Überführung bestehender Güter in freies Eigentum angeordnet. Nach 1849 wurde in Dänemark niemand mehr geadelt, aber es gab einige Übernahmen ausländischer Adliger in den dänischen Adelsstand (Naturalisation).
Im Zuge der „Lensafløsningen“ (Lehnsauflösungen) 1919 gingen solche bestehende Güter (Familienfideikommisse, darunter die Lehnsgrafschaften) in freies Eigentum der Inhaber über, aber es wurde bestimmt, dass die daran gebundenen Lehnstitel (darunter Lehnsgraf bzw. lensgreve)  nur noch drei Generationen in der Familie beibehalten werden können.